# Talila
Koordinaten: 58° 30′ N, 23° 11′ O
Talila ist ein Dorf (estnisch küla) auf der größten estnischen Insel Saaremaa. Es gehört zur Landgemeinde Saaremaa (bis 2017: Landgemeinde Pöide) im Kreis Saare.

## Beschreibung
Das Dorf hat drei Einwohner (Stand 31. Dezember 2011). Es liegt direkt an der Ostsee an der Meerenge zwischen den Inseln Saaremaa und Muhu.
Im Ort befindet sich ein Gemeinschaftsgrab für im Zweiten Weltkrieg Gefallene der Roten Armee. Es wurde 1950 eingeweiht.